# BMW R1200R
BMW R1200R은 BMW 모토라드에서 2006년부터 2018년까지 생산했던 표준 모터사이클이다.이는 R1150R을 대체하며, R1150R에 비해 55 lb (25 kg) 전비중량이 감소하고 전력이 28% 증가하였다.

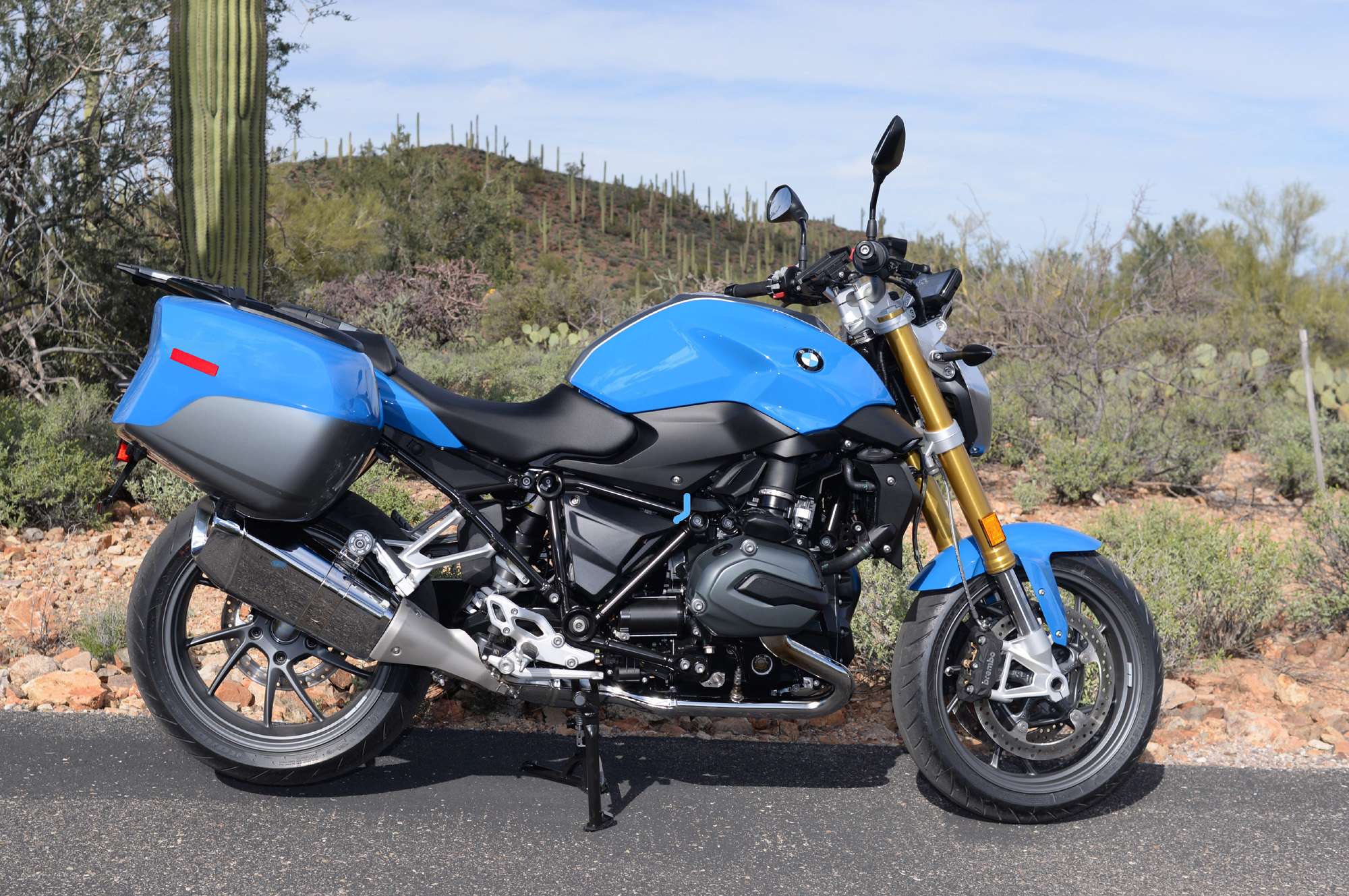
2015년형 BMW R1200R

2015년식은 R1200RT와 동일한 125 hp (93 kW) 수냉식/공랭식 엔진을 탑재했지만 무게는 100파운드 더 가벼운 완전히 새로운 R1200R이 출시되었다.
2019년부터는 후속 모델인 R1250R로 이어졌다. 최신 듀얼 캠 프로필 엔진을 특징으로 하며 TFT 디스플레이가 있다.